# 朝日山城 (駿河国)
朝日山城（あさひやまじょう）は、静岡県藤枝市仮宿字堤ノ坪1にあった日本の城（山城）。岡部氏の居城とされる中世の山城である。市の指定文化財（史跡）である。

## 概要
駿州西部、藤枝市（旧岡部町域を含む）・焼津市などが広がる志太平野の北西部に立地する、標高204メートルの独立丘「潮山」北端の支峰「牛伏山」（朝日山、標高約110メートル）山上に所在する。
尾根筋に複数の曲輪が連なる連郭式山城で、現在、「朝日稲荷神社」が鎮座する牛伏山頂上には一ノ曲輪から三ノ曲輪の平坦面や土塁が残る。神社から東方に向かう尾根筋上には「南曲輪」と呼ばれる平坦地があり、東に志太平野を一望できる展望台となっている。また、この尾根筋の北側斜面には、「竪堀」とされる大規模な谷地形があり、神社および城跡への登山口となっている。この谷地形については、尾根頂部を分断していないため、竪堀ではなく自然地形とする意見もある。

## 略史
藤原南家工藤氏の末裔・入江氏の入江清綱が、平安時代末期に岡辺権守として京から駿河国岡部郷（現・藤枝市仮宿）に下向、そのまま土着して、子の泰綱の代に岡部氏を名乗ったと言う。岡部氏は潮山の北東山麓に居館を構えたとされ、朝日山城も岡部氏の居城と考えられているが、抗争期に一時的に使用された臨時性の高い城と見る意見もある。
発掘調査が行われていないため、詳しい築城年代は不明。鎌倉時代とする説がある。廃城年代も不明だが、『藩翰譜』によると16世紀末の1588年（天正16年）4月に岡部氏が主君徳川家と共に関東に移封されていることから、この頃と考えられている。

## 周辺
朝日山城の南東（潮山東麓）には、支城とされる「潮城」があったとされ、国道1号藤枝バイパス建設時に発掘調査が行われ、中世の遺構が確認されている。